# Григорий Акиндин
Григо́рий Аки́ндин (греч. Γρηγόριος Ακίνδυνος; ок. 1300—1348) — византийский религиозный деятель болгарского происхождения, богослов, монах, поэт, один из главных участников варлаамитского движения, родом из Македонии.

## Биография
Уроженец Прилепе, он переехал из Пелагонии в Салоники и учился у Томаса Магистроса и Григория Вриенния. Он стал поклонником Никифора Григора, после того как его друг Вальсамон показал ему трактат об астрономии этого учёного в 1332 году, писал ему письма, в которых называл его «морем мудрости». Из Салоник он намеревался перейти на жительство в один из монастырей Афона, но по неизвестным причинам ему было отказано.
Когда Варлаам Калабрийский стал распространять в Византии свою ересь, Григорий Акиндин с 1337 года стал своего рода посредником в спорах между ним и Григорием Паламой, который был его учителем. В 1340 году он сказал Варлааму о том, что его учение потерпит крах, однако в 1341 году неожиданно повернулся против Паламы, сделавшись ревностным оппонентом Паламы после возвращения Варлаама в Калабрию. Он вёл диспуты с паламитами и писал сочинения против своего учителя Паламы. Он расходился с Варлаамом во взглядах на существо и энергию Божества, а также и на сущность фаворского света и занял самостоятельное положение среди византийских учёных, принимавших участие в религиозно-философском движении XIV века. С осени 1342 года по 1347 год нашёл убежище в монастыре Ирины Хумнены. Был отлучён от церкви на Константинопольском соборе 1347 года и умер, по-видимому, во время эпидемии чумы в 1348 году.
Большая часть его сочинений (пять книг против Варлаама, шесть книг против Григория Паламы, исповедания веры, рассказ о начале исихастских споров, письма) находятся в рукописях. Трактат Григория «О сущности и энергии» (Περί συσίας καί ένεργείας) решает с философской точки зрения вопрос о существе и свойствах Божества. Первые две книги этого трактата, по словам Крумбахера, представляют буквальный перевод сочинения Фомы Аквината «De veritate catholicae fidei contra gentiles», и всё сочинение в целом не свободно от влияния западной схоластики. В написанном ямбическими стихами сочинении против Паламы Григорий Акиндин указывает на, по его мнению, заблуждения этого защитника учения исихастов. Известны ещё его письма и ямбические стихи к Никифору Григоре, в коих он вызывал его на борьбу и изобличал в ошибках. Сочинения Григория Акиндина напечатаны у Миня, «Patrologia graeca» (том 151).